# Виллемс, Йетро
Йе́тро Данович Сексер Ви́ллемс (нидерл. Jetro Danovich Sexer Willems; род. 30 марта 1994, Роттердам, Южная Голландия) — нидерландский футболист, левый защитник клуба НЕК. Выступал за сборную Нидерландов.

## Карьера

### Клубная
Воспитанник футбольной школы роттердамской «Спарты». Выступал изначально за юношескую команду «Спартан’20». Дебютировал в возрасте 16 лет за основную команду «Спарты» в матче против клуба «Гоу Эхед Иглз», который завершился ничьей 1:1. 31 августа 2011 года Виллемс перешёл в ПСВ за 800 тысяч евро. Впервые в заявку клуба он был включён 20 октября 2011 года в матче Лиги Европы против израильского клуба «Хапоэль» из Тель-Авива, но остался в запасе и на поле не выходил. 23 октября 2011 года в матче против «Витесса» состоялся его официальный дебют, в котором Йетро на 67-й минуте получил травму малой берцовой кости и был сменён Абелем Таматой.
3 ноября 2011 года в домашней игре Лиги Европы против всё того же тель-авивского «Хапоэля» Виллемс официально дебютировал в Лиге Европы. В возрасте 17 полных лет (суммарно 6423 дня) он стал самым юным игроком, сыгравшим за нидерландский клуб в еврокубках (был побит рекорд Брайана Роя из «Аякса»). 29 ноября 2011 года он окончательно был переведён в основной состав клуба.
17 июля 2017 года Виллемс присоединился к «Айнтрахту», сумма сделки, по разным данным, составила от 5 до 9 миллионов евро. В сезоне 2017/18 Виллемс в составе немецкой команды выиграл Кубок Германии по футболу.
2 августа 2019 года на правах аренды присоединился к «Ньюкасл Юнайтед».
25 августа 2021 года подписал двухлетний контракт с клубом «Гройтер Фюрт». 1 сентября 2022 года клуб объявил о расторжении контракта с футболистом.
23 февраля 2023 года подписал контракт с клубом «Гронинген» до конца сезона. Летом 2023 года перешёл в «Хераклес».
25 июля 2024 года подписал контракт с испанским клубом «Кастельон». 9 сентября дебютировал за клуб в домашнем матче Сегунды против «Кадиса», заменив на 89-й минуте Оскара Хиля. 29 сентября забил дебютный гол в победном матче с «Тенерифе».

### В сборной
На счету Йетро выступления за сборные Нидерландов до 15, 16 и 17 лет, а его первым трофеем стал чемпионский Кубок Европы среди игроков не старше 17 лет, который его сборная завоевала в 2011 году на чемпионате в Сербии, переиграв немцев со счётом 5:2.
Впервые в национальную сборную Нидерландов Виллемс был вызван 7 мая 2012 года. 27 мая 2012 года главный тренер сборной Берт ван Марвейк включил футболиста в заявку на чемпионат Европы.

## Достижения
ПСВ
- Обладатель Кубка Нидерландов: 2011/12
- Обладатель Суперкубка Нидерландов: 2012, 2016
- Чемпион Нидерландов (2): 2014/15, 2015/16

«Айнтрахт» Франкфурт
- Обладатель Кубка Германии: 2017/18

## Статистика

### Клубная статистика
| Выступление                   | Выступление      | Выступление      | Лига | Лига | Кубки | Кубки | Еврокубки | Еврокубки | Прочие | Прочие | Итого | Итого |
| Клуб                          | Лига             | Сезон            | Игры | Голы | Игры  | Голы  | Игры      | Голы      | Игры   | Голы   | Игры  | Голы  |
| ----------------------------- | ---------------- | ---------------- | ---- | ---- | ----- | ----- | --------- | --------- | ------ | ------ | ----- | ----- |
| Спарта (Роттердам)            | I                | 2010/2011        | 13   | 0    | 0     | 0     | 0         | 0         | 0      | 0      | 13    | 0     |
| Спарта (Роттердам)            | I                | 2011/2012        | 3    | 0    | 0     | 0     | 0         | 0         | 0      | 0      | 3     | 0     |
| Спарта (Роттердам)            | Итого            | Итого            | 16   | 0    | 0     | 0     | 0         | 0         | 0      | 0      | 16    | 0     |
| ПСВ                           | I                | 2011/2012        | 20   | 1    | 3     | 0     | 6         | 0         | 0      | 0      | 29    | 1     |
| ПСВ                           | I                | 2012/2013        | 26   | 0    | 3     | 0     | 4         | 0         | 1      | 0      | 34    | 0     |
| ПСВ                           | I                | 2013/2014        | 28   | 4    | 1     | 0     | 9         | 0         | 0      | 0      | 38    | 4     |
| ПСВ                           | I                | 2014/2015        | 30   | 2    | 3     | 1     | 8         | 0         | 0      | 0      | 41    | 3     |
| ПСВ                           | I                | 2015/2016        | 15   | 2    | 1     | 0     | 2         | 0         | 0      | 0      | 18    | 2     |
| ПСВ                           | I                | 2016/2017        | 25   | 2    | 1     | 0     | 5         | 0         | 1      | 0      | 32    | 2     |
| ПСВ                           | Итого            | Итого            | 144  | 11   | 12    | 1     | 34        | 0         | 2      | 0      | 192   | 12    |
| Айнтрахт (Франкфурт-на-Майне) | I                | 2017/2018        | 23   | 0    | 6     | 0     | 0         | 0         | 0      | 0      | 29    | 0     |
| Айнтрахт (Франкфурт-на-Майне) | I                | 2018/2019        | 23   | 0    | 1     | 0     | 11        | 0         | 1      | 0      | 36    | 0     |
| Айнтрахт (Франкфурт-на-Майне) | Итого            | Итого            | 46   | 0    | 7     | 0     | 11        | 0         | 1      | 0      | 65    | 0     |
| Всего за карьеру              | Всего за карьеру | Всего за карьеру | 206  | 11   | 19    | 1     | 45        | 0         | 3      | 0      | 273   | 12    |

1. ↑  Лига Европы УЕФА, Лига чемпионов УЕФА.
2. ↑  Суперкубок Нидерландов, Суперкубок Германии.

### Матчи за сборную
| №  | Дата             | Оппонент          | Счёт | Голы | Соревнование             |
| -- | ---------------- | ----------------- | ---- | ---- | ------------------------ |
| 1  | 26 мая 2012      | Болгария          | 1:2  | —    | Товарищеский матч        |
| 2  | 2 июня 2012      | Северная Ирландия | 6:0  | —    | Товарищеский матч        |
| 3  | 9 июня 2012      | Дания             | 0:1  | —    | Финальные матчи ЧЕ-2012  |
| 4  | 13 июня 2012     | Германия          | 1:2  | —    | Финальные матчи ЧЕ-2012  |
| 5  | 17 июня 2012     | Португалия        | 1:2  | —    | Финальные матчи ЧЕ-2012  |
| 6  | 15 августа 2012  | Бельгия           | 2:4  | —    | Товарищеский матч        |
| 7  | 7 сентября 2012  | Турция            | 2:0  | —    | Отборочные матчи ЧМ-2014 |
| 8  | 11 сентября 2012 | Венгрия           | 4:1  | —    | Отборочные матчи ЧМ-2014 |
| 9  | 6 сентября 2013  | Эстония           | 2:2  | —    | Отборочные матчи ЧМ-2014 |
| 10 | 10 сентября 2013 | Андорра           | 2:0  | —    | Отборочные матчи ЧМ-2014 |
| 11 | 16 ноября 2013   | Япония            | 2:2  | —    | Товарищеский матч        |
| 12 | 12 ноября 2014   | Мексика           | 2:3  | —    | Товарищеский матч        |
| 13 | 16 ноября 2014   | Латвия            | 6:0  | —    | Отборочные матчи ЧЕ-2016 |
| 14 | 28 марта 2015    | Турция            | 1:1  | —    | Отборочные матчи ЧЕ-2016 |
| 15 | 31 марта 2015    | Испания           | 2:0  | —    | Товарищеский матч        |
| 16 | 12 июня 2015     | Латвия            | 2:0  | —    | Отборочные матчи ЧЕ-2016 |
| 17 | 25 марта 2016    | Франция           | 2:3  | —    | Товарищеский матч        |
| 18 | 29 марта 2016    | Англия            | 2:1  | —    | Товарищеский матч        |
| 19 | 27 мая 2016      | Ирландия          | 1:1  | —    | Товарищеский матч        |
| 20 | 1 июня 2016      | Польша            | 2:1  | —    | Товарищеский матч        |
| 21 | 1 сентября 2016  | Греция            | 1:2  | —    | Товарищеский матч        |
| 22 | 10 октября 2016  | Франция           | 0:1  | —    | Отборочные матчи ЧМ-2018 |

Итого: сыграно матчей: 22 / забито голов: 0; победы: 9, ничьи: 4, поражения: 9.